# 合萼兰
合萼兰（学名：Acriopsis indica）为兰科合萼兰属下的一个种。种名indica意为印度的。